# Narsha
Park Hyo-jin (hangul: 박효진; hanja: 朴效真; rr: Bak Hyo-jin; MR: Park Hyo-chin; nascida em 28 de dezembro de 1981), mais frequentemente creditada por seu nome artístico Narsha (hangul: 나르샤; rr: Nareusya; MR: Narŭsya) é uma cantora e atriz sul-coreana. Ficou mais popularmente conhecida por ser integrante do grupo feminino Brown Eyed Girls.

## Carreira

### Brown Eyed Girls
Natasha se tornou membro de Brown Eyed Girls depois de uma sugestão de JeA, que havia sido sua amiga desde seus tempos de escola. As quatro membros do grupo realizaram pequenos concertos, e foram conhecidas como "Crescendo", antes de estrear oficialmente como "Brown Eyed Girls". Depois de 3 anos de treinamento, Brown Eyed Girls lançou seu álbum de estreia, Your Story, na Coreia do Sul, em fevereiro de 2006, com a faixa Come Closer como single.

### M&N
Após promover a canção Kill Bill, foi anunciado a formação da primeira subunidade do Brown Eyed Girls, chamada M&N, composta por Miryo e Narsha. O nome original da unidade seria "Two Unnies", porém sugeriu-se que JeA se juntaria a elas, então alteraram o nome.

## Carreira solo

### Entretenimento
Durante 2009, sua popularidade começou a aumentar depois que ela começou a aparecer em muitos programas de entretenimento, incluindo Heroes e Invincible Youth. Ela se tornou DJ no Pump Up The Volume da KBS Cool FM, mas por conta das promoções com seu grupo, Narsha decidiu deixar o show, tendo sua última transmissão em 28 de dezembro de 2011. Ela fez sua estreia como MC através do programa de moda do OnStyle, Style Show Fi em 16 de junho de 2011. Narsha realizou sua estreia na atuação através do drama da MBC Lights and Shadows, desempenhando o papel de Hyebin, uma aspirante a cantora e  Seguido por Ohlala Couple como Moosan, a deusa do amor. Em 2012, ela também forneceu a voz para o principal antagonista The White Wolf na versão coreana do filme de natal Niko: Santa Air Wing's Adventure.

### Artista solo
Narsha anunciou sua intenção de fazer sua estreia solo no início de 2010. Seu primeiro single, I'm In Love, foi lançado digitalmente em 1 de julho de 2010, como uma prévia para seu próximo álbum. Seu primeiro álbum de estúdio solo, intitulado NARSHA, foi lançado em 8 de julho de 2010. A canção promocional Bbi Ri Bba Bba traçou as 100 melhores vendas digitais da Gaon, a maioria das músicas transmitidas e baixadas para 2010. O álbum continha uma prévia para Mamma Mia, uma colaboração com o grupo Sunny Hill, que foi lançado totalmente no dia 20 de agosto. O álbum também foi trabalhado por muitos compositores que haviam contribuído musicalmente para o terceiro álbum de Brown Eyed Girls, Sound -G.
Ela foi então apresentada na música do membro Miryo Leggo, tirada de seu extended play de estreia em 2012. As duis mais tarde formaram uma dupla chamada "M&N" e já lançaram um single, intitulado Tonight em 2013. Além disso, ela também empresta seus vocais para a trilha sonora de algum drama. Narsha também apareceu como um membro fixo para o elenco de Immortal Songs 2, no entanto, devido aos seus horários musicais, ela teve que deixar o show no final de 2013.

## Filmografia

### Shows de variedades
| Ano         | Título                                                  | Emissora   | Notas                                                                                             |
| ----------- | ------------------------------------------------------- | ---------- | ------------------------------------------------------------------------------------------------- |
| 2009        | Invincible Youth                                        | KBS2       | Elenco fixo                                                                                       |
| 2010        | Waving The Korean Flag                                  | SBS        | Membro fixo. Copa do mundo da África do Sul                                                       |
| 2009        | Star Golden Bell                                        | KBS        | Membro regular                                                                                    |
| 2009        | Intimate Note                                           | SBS        | Membro fixo na terceira temporada                                                                 |
| 2010        | Heroes                                                  | SBS        | Membro fixo                                                                                       |
| 2010 e 2014 | Happy Together                                          | KBS        | Convidada com Gain (Ep. 136), convidada com Jackie Chan e Siwon (Ep. 353)                         |
| 2011        | Idol Brain Competition Special (Lunar New Year Special) | KBS        | Convidada                                                                                         |
| 2011        | Style Show Fiㄹ                                         | Onstyle    | MC                                                                                                |
| 2012        | Saturday Night Live Korea                               | tvN        | Apresentadora no episódio 15, com JeA, Miryo e Gain                                               |
| 2013        | Immortal Songs 2                                        | KBS        |                                                                                                   |
| 2014        | Celebrity Lives in Our House                            | MBC every1 | Celebrity for the 1st and 2nd episode of the show. The show changes celebrity every now and then. |
| 2013        | Infinity Challenge                                      | MBC        | Guest for episode 361, 362 for the program's Christmas special 'Introducing Lonely Friends'.      |
| 2014        | SNL Korea                                               | tvN        | Fixed crew for Season 5, 6                                                                        |
| 2014        | Running Man                                             | SBS        | Convidada (Ep. 198), (Ep. 221)                                                                    |
| 2015        | Some Guy Some Girl                                      | SBS        | Convidada                                                                                         |
| 2015        | Match Made In Heaven                                    | MBC every1 | Convidada                                                                                         |
| 2015        | Hello Counselor                                         | KBS        | Convidada, Ep. 249 (com Brown Eyed Girls)                                                         |
| 2017        | Radio Star                                              | MBC        | Convidada, Ep. 534 (com Lee Hyori, Kahi & Chae Rina)                                              |
| 2017        | King of Mask Singer                                     | MBC        | Concorrente como "Carrot Girl" (Episódios 125–126)                                                |

### Dramas
| Ano  | Título                                       | Emissora  | Notas                   |
| ---- | -------------------------------------------- | --------- | ----------------------- |
| 2012 | Lights and Shadows                           | MBC       | Lee Hyebin / Lee Jungha |
| 2012 | Ohlala Couple                                | KBS2      | Moosan Goddess          |
| 2013 | Pure Love                                    | KBS2      | Ha Soo Bin              |
| 2014 | There Is A Blue Bird: Cinderella Syndrome    | TV Chosun | Shinae                  |
| 2014 | The Clinic for Married Couples: Love and War | KBS2      | Hyunjin                 |
| 2014 | Emergency Couple                             | tvN       | paciente feminina       |
| 2014 | Witch's Romance                              | tvN       | Shaman                  |
| 2014 | MBC Drama Festival: 4Teen                    | MBC       | Sunglasses lady         |
| 2015 | Save the Family                              | KBS1      | Jung Heejin             |

## Discografia

### Álbuns
| Detalhes do álbum                                                                      | Lista de faixas |
| -------------------------------------------------------------------------------------- | --- |
| Narsha - Data de lançamento: 7 de julho de 2010 - Gênero: K-pop, eletrônica, dance pop | - 01. Fantastic - 02. Bbi Ri Bba Bba (삐리빠빠) - 03. I'm In Love (com Sungha Jung) - 04. Queen B - 05. Radio Star - 06. 맘마미아 (Mamma Mia) (pré-estreia) - 07. Bbi Ri Bba Bba (instrumental) |

| Detalhes do álbum | Lista de faixas                                                                                     |
| --- | --------------------------------------------------------------------------------------------------- |
| Mamma Mia (com Sunny Hill) (맘마미아) - Data de lançamento: 19 de agosto de 2010 - Gênero: K-pop, eletrônica, dance pop | - 01. Mamma Mia (com Sunny Hill) (맘마미아) - 02. Bbi Ri Bba Bba (East4A Club Vocal Mix) (삐리빠빠) |

### Singles digitais
| # | Título                                  | Data de lançamento   |
| - | --------------------------------------- | -------------------- |
| 1 | "I'm In Love (feat. Sungha Jung)"       | 1º de julho de 2010  |
| 2 | "Bbi Ri Bba Bba" (삐리빠빠)             | 12 de julho de 2010  |
| 3 | "Mamma Mia (com Sunny Hill)" (맘마미아) | 20 de agosto de 2010 |

### Trilhas sonoras e colaborações
| Ano  | Álbum/Drama         | Título da canção      | Duração | Artista                      |
| ---- | ------------------- | --------------------- | ------- | ---------------------------- |
| 2009 | KBS My Fair Lady    | "I Love You"          | 03:12   | Dueto com Miryo              |
| 2010 | Cho PD              | "La La Land"          | 03:28   | Colaboração com Cho PD e JeA |
| 2011 | KBS The Thorn Birds | "A Woman I Know"      | 04:06   | Solo                         |
| 2011 | KBS Dae Jo Young    | "Only You Don't Know" | 04:14   | Solo                         |
| 2012 | Miryo aka Johoney   | "Leggo"               | 03:35   | Dueto com Miryo              |